# 1889 en sport
Cet article présente les faits marquants de l'année 1889 en sport.

## Athlétisme
- 31 janvier : création de l' « Union des sociétés françaises de sports athlétiques » : l’Union des sociétés françaises de course à pied devient l’Union des sociétés françaises de sports athlétiques (USFSA). Jusque-là exclusivement concernée par l’athlétisme, l’Union admet désormais d’autres sports, chacun d’entre eux étant régi par une commission au sein de l’USFSA.

- 14e édition du championnat britannique de cross-country à Kempton. Edward Parry s’impose en individuel ; Salford Harriers enlève le titre par équipe.
- Première édition des championnats d’athlétisme de Belgique. Deux épreuves au programme :
  - Louis Roy remporte le 100 m
  - Frans Noojaar le mile.

- 10e édition des championnats AAA d'athlétisme de Grande-Bretagne :
  - Ernest Pelling remporte le 100 yards.
  - Lenox Tindall le 440 yards et le 880 yards.
  - James Kibblewhite le mile.
  - Sid Thomas le 4 miles et le 10 miles.
  - Tom White le steeplechase.
  - CW Haward le 120 yards haies.
  - Thomas Jennings le saut en hauteur (1,74 m).
  - Lat Stones le saut à la perche (3,40 m).
  - L’Irlandais Daniel Bulger le saut en longueur (6,55 m).
  - RA Green et l’Irlandais William Barry le lancer du poids (11,48 m).
  - L’Irlandais William Barry le lancer du marteau (39,62 m).
  - William Wheeler le 7 miles marche.

- 14e édition des championnats d'athlétisme des États-Unis :
  - John Owen remporte le 100 yards et le 200 yards.
  - Walter Dohm le 440 yards.
  - RA Ward le 880 yards.
  - Le Britannique Alfred George le mile et le 2 miles steeple.
  - Thomas Conneff le 5 miles.
  - S Thomas le 6 miles sur route.
  - George Schwegler le 120 yards haies.
  - Alfred Copland le 220 yards haies.
  - RK Pritchard le saut en hauteur (1,79 m).
  - Le Britannique Lat Stones le saut à la perche (3,05 m).
  - Malcom Ford le saut en longueur (6,89 m).
  - Le Canadien George Gray le lancer du poids (12,59 m).
  - L’Irlandais James Mitchell le lancer du marteau (37,07 m).

- à l’occasion de l’Exposition universelle de Paris, le coureur professionnel parisien Gallot lance un défi au fameux Buffalo Bill. Il s’agit d’une course autour de Paris ; Gallot se propose d’effectuer ce parcours à pied et autorise Buffalo Bill à utiliser son cheval. Contre toute attente, Gallot s’impose : le cheval de Buffalo Bill meurt en effet d’épuisement sur le parcours ! De plus, il est plus facile à un piéton qu'à un cavalier de se frayer un chemin dans le trafic déjà dense à Paris…

## Aviron
- 30 mars : The Boat Race entre les équipes universitaires d'Oxford et de Cambridge. Cambridge s'impose[1].
- 10 avril : à Stockholm, en Suède, fondation du club Hammarby Roddförening avec une section d'aviron[2].

## Baseball
- 5 octobre : 14e édition aux É.-U. du championnat de baseball de la Ligue nationale. Les New York Giants s’imposent avec 83 victoires et 43 défaites.
- 6 octobre : 8e édition aux États-Unis du championnat de baseball de l'American Association (8 clubs). Les Brooklyn Bridgerooms s’imposent avec 93 victoires et 44 défaites.
- 18 octobre/29 octobre : 6e édition aux États-Unis du World's Championship Series de baseball entre les champions de l'American Association et de la Ligue nationale. Les New York Giants s’imposent (6 victoires, 2 défaites) face aux Brooklyn Bridgerooms.

## Boxe
- 8 juillet : le combat qui oppose l'Américain John L. Sullivan et son compatriote Jake Kilrain à Richburg dans le Mississippi est le dernier à se livrer à mains nues pour le titre de champion du monde poids lourds (suivant en cela les règles de la London Prize Ring). Et la victoire revient à John L. Sullivan qui s'impose par jet de l'éponge au 75e round[3].
  - l'Irlandais Jack (Nonpareil) Dempsey conserve son titre de champion du monde poids moyens de boxe anglaise.
  - l'Américain Paddy Duffy conserve son titre de champion du monde poids welters de boxe anglaise.
  - l'Irlandais Jack McAuliffe conserve son titre de champion du monde poids légers de boxe anglaise[4].

## Combiné nordique
- 9e édition de la Husebyrennet. Elle se déroule à Ullern, près d'Oslo. Les résultats de cette compétition manquent.

## Cricket
- Le Surrey, le Lancashire et le Nottinghamshire sont sacrés champions de Cricket en Angleterre.
- 12 mars : début du premier test de l'Afrique du Sud, contre l'Angleterre à Port Elizabeth[5].
- 16 décembre : fondation du premier championnat de Cricket en Angleterre par Comté qui aura lieu en 1890. Avant 1890, un pool de journalistes désignaient le champion national. C'est le modèle du football qui fait ici école.

## Football
- 2 février : à Hampden Park, en finale de la Coupe d'Écosse 1888-1889, le Third Lanark Athletic Club bat le Celtic F.C. 3-0 mais le match est déclaré nul[6].
- 9 février : à Hampden Park, la finale de la Coupe d'Écosse 1888-1889 est rejoué et le Third Lanark Athletic Club bat le Celtic F.C. 2-1[7].
- 23 février : l’Angleterre bat le Pays de Galles 4-1 à Stoke-on-Trent.
- 2 mars : à Everton, l’Angleterre bat l’Irlande 6-1.
- 9 mars : sur le British Home Championship, à Glasgow, l'équipe d'Écosse bat l'équipe d'Irlande 7-0.
- 23 mars : Preston North End FC, 18 victoires et 4 nuls, est sacré premier champion d’Angleterre.
- 30 mars : finale de la 18e FA Cup (149 inscrits). Preston North End FC 3, Wolverhampton Wanderers FC 0. 22 000 spectateurs au Kennington Oval.
- 13 avril : à Londres, l'Écosse bat l’Angleterre : 3-2.
- 15 avril : sur le British Home Championship, à Wrexham, l'équipe du pays de Galles et celle d'Écosse font match nul 0-0.
- 22 avril : à Racecourse Ground de Wrexham, en finale de la Coupe du pays de Galles, Bangor City F.C.  bat Northwich Victoria F.C. 2-1.
- 27 avril : sur le British Home Championship, à Belfast, l’équipe d'Irlande est battue à domicile par l'équipe du pays de Galles. C'est l'Écosse qui remporte le British Home Championship 1889[8].
- 18 mai : fondation de la Fédération du Danemark de football (DBU).
- mai : le Concordia Rotterdam remporte le premier championnat des Pays-Bas[9],[10].
- 1er octobre : fondation du club de football néerlandais du FC Haarlem.
- 8 décembre : fondation de la Fédération néerlandaise d’Athlétisme et de Football (N.A.V.B.).

## Football américain
- Princeton remporte le championnat universitaire.

## Football australien
- Melbourne remporte le championnat de Football australien de l’État de Victoria, Norwood celui de l'Australie-Méridionale, Sydney est champion de Nouvelle-Galles du Sud et l'Unions Football Club (en) est champion de l'Australie-Occidentale.

## Football gaélique
- 3 novembre : finale du 2e championnat d’Irlande de football Gaélique : Tipperary bat Laois.

## Golf
- 8 novembre/11 novembre : Willie Park, Jr. remporte l'Open britannique à Musselburgh Links.

## Hockey sur glace
- 27 mars : le Montreal Hockey Club bat Victorias de Montréal 6-1 dans le dernier défi de la saison pour remporter le championnat de l'AHAC.

## Hurling
- 3 novembre : finale du 2e championnat d’Irlande de Hurling : Dublin bat Clare.

## Jeu de Paume
- Fin de la construction du bâtiment accueillant les matches à Pau, capitale du Béarn[11].

## Joute nautique
- B. Goudard (dit lou grand) remporte le Grand Prix de la Saint-Louis à Cette.

## Natation
- Première édition des championnats d’Europe de natation à Vienne.

## Omnisports
- 31 janvier : l’Union des sociétés françaises de course à pied devient l’Union des sociétés françaises de sports athlétiques (USFSA). Jusque là exclusivement concerné par l’athlétisme, l’Union admet désormais d’autres sports, chacun d’entre eux étant régi par une commission au sein de l’USFSA.
- À l’occasion de l’Exposition universelle de Paris qui voit notamment l’érection de la Tour Eiffel, Pierre de Coubertin initie la tenue de compétitions sportives. Athlétisme et escrime sont notamment au programme. Le jeune Racingman Frantz Reichel est ainsi couronné du titre de meilleur athlète complet.

## Patinage sur glace
- 8/10 janvier : 1re édition des Championnats du monde de patinage de vitesse à Amsterdam aux Pays-Bas. Ces championnats n'ont pas de statut officiel. Vingt-deux participants venaient de quatre pays. Aucun champion du monde n'a été nommé car personne n'a gagné trois distances. Les meilleurs coureurs étaient le Russe Alexandre Panchine, l'Américain Joe Donoghue et le Néerlandais Klaas Pander.

## Rugby à XV
- L'Angleterre est boycottée par les trois autres équipes au Tournoi des quatre nations en raison de leur refus de rejoindre l'International Rugby Board.
- 2 février à Édimbourg, l'Écosse bat le Pays de Galles 2 - 0.
- 16 février : à Belfast, l'Écosse bat l'Irlande 3 - 0.
- 2 mars : à Swansea, le Pays de Galles et l'Irlande se séparent sur le score vierge de 0 - 0.
- match international de rugby entre l’Angleterre et les « Natives » de Nouvelle-Zélande à Blackheath. L’Angleterre s’impose devant 12 000 spectateurs.
- Le Yorkshire est le premier champion d’Angleterre des comtés.
- La Western Province remporte le premier championnat d’Afrique du Sud des provinces, la Currie Cup.
- Août : dissolution de l’équipe de rugby des « Natives » de Nouvelle-Zélande. Après une tournée en Grande-Bretagne et une en Australie, l’ancêtre des All-Backs affiche 78 victoires pour 107 matches joués.

## Softball
- 24 octobre : adoption et publication des règles du softball par la Ligue de baseball en salle de mi-hiver[5].

## Sport hippique
- É.-U. : Spokane gagne le Kentucky Derby.
- Angleterre : Donovan gagne le Derby.
- Angleterre : Frigate gagne le Grand National.
- Irlande : Tragedy gagne le Derby d'Irlande.
- France : Clover gagne le Prix du Jockey Club.
- France : Crinière gagne le Prix de Diane.
- Australie : Bravo gagne la Melbourne Cup.

## Tennis
- 1er/13 juillet : 13e édition du Tournoi de Wimbledon :
  - le Britannique William Renshaw s’impose en simple hommes face à son frère jumeau Ernest Renshaw 6-4, 6-1, 3-6, 6-0.
  - la Britannique Blanche Bingley qui s'impose face à sa compatriote Lena Rice 4-6, 8-6, 6-4 en simple femmes.
  - les Britanniques William Renshaw et Ernest Renshaw gagnent face à leurs compatriotes George Hillyard et Ernest Lewis 6–4, 6–4, 3–6, 0–6, 6–1 en double[12].
- 11/15 juin : 
  - 3e édition féminine de l'US open.
    - victoire  de l'Américaine Bertha Townsend face  à sa compatriote Lida Voorhees 7-5, 6-2 en simple.
    - victoire des Américaines Bertha Townsend et Margarette Ballard qui s'impose face à leurs compatriotes Marion Wright et Laura Knight 6–0, 6–2 en double féminin.
- 27 août/3 septembre :
  - 9e édition masculine de l'US open :
    - l'Américain Henry Slocum s’impose face à son compatriote Quincy Shaw 6-3, 6-1, 4-6, 6-2 en simple hommes.
    - la paire Américaine Henry Slocum et Howard Taylor s'impose face à leurs compatriotes Valentine Hall et Oliver Campbell 6-1 6-3 6-2 en double.
    - les Américains Grace Roosevelt et A. Wright s'imposent face à leurs compatriotes Bertha Townsend associée à C. T. Lee 6-1, 6-3, 3-6, 6-3 en double mixte.
- 29 août : le premier match professionnel américain est joué[5].

## Water-polo
- Introduction du Water-Polo en Hongrie.

## Naissances
- 1er janvier : Dario Beni, cycliste sur route italien. († 11 février 1969).
- 2 janvier : Harry Hyland, hockeyeur sur glace canadien. († 2 août 1969).
- 7 janvier : George Elliott, footballeur anglais. († ? 1948).
- 12 janvier : Victor Denis, footballeur français. († 3 mars 1972).
- 22 janvier : Henri Pélissier, cycliste sur route français. († 1er mai 1935).
- 27 janvier : Larrett Roebuck, footballeur anglais. († 18 octobre 1914).
- 14 février : Meo Costantini, pilote de courses automobile et aviateur italien. († 19 juillet 1941).
- 24 février : Albin Stenroos, athlète de fond finlandais. († 30 avril 1971).
- 25 février : Pierre Failliot, athlète de sprint, de haies et d'épreuves combinées puis joueur de rugby à XV français († 31 décembre 1935).
- 26 février : Julien Wartelle, gymnaste français. († 12 août 1943).
- 3 mars : Victor Duvant, gymnaste français. († 13 septembre 1963).
- 16 mars : Reginald Walker, athlète de sprint sud-africain. († 5 novembre 1951).
- 24 mars :
  - Alexia Schøien, patineuse artistique de couple norvégienne. († 19 juillet 1983).
  - Albert Hill, athlète de demi-fond britannique. († 8 janvier 1969).
- 1er avril : Hermann Felsner, footballeur puis entraîneur autrichien. († 6 février 1977).
- 5 avril : Otto Fehlmann, footballeur suisse. († 5 octobre 1977).
- 15 avril : Constant Ménager, cycliste sur route français. († 19 décembre 1970).
- 29 avril : Jan van der Sluis, footballeur néerlandais. († 19 octobre 1952).
- 3 mai : Gottfried Fuchs, footballeur allemand. († 25 février 1972).
- 8 mai : 
  - Arthur Cumming, patineur artistique britannique. († 9 mai 1914).
  - Louis Van Hege, footballeur puis dirigeant sportif belge. († 24 juin 1975).
- 25 mai : Jan van Dort footballeur néerlandais. 1er avril 1967.
- 26 mai : Victor Linart, cycliste sur piste belge puis français. († 23 octobre 1977).
- 2 juin : Jacques Chaudron, hockeyeur sur glace français. († 16 juin 1969).
- 4 juin : Efraim Harju, athlète de demi-fond finlandais. († 17 juillet 1977).
- 12 juin : Otto Merz, pilote de courses automobile allemand. († 18 mai 1933).
- 21 juin : Ralph Craig, athlète de sprint américain. († 21 juillet 1972).
- 24 juin : Howdy Wilcox, pilote de courses automobile américain. († 4 septembre 1923).
- 9 juillet : Jan Kok, footballeur néerlandais. († 2 décembre 1958).
- 13 juillet : Stan Coveleski, joueur de baseball américain. († 20 mars 1984).
- 16 juillet : Joe Jackson, joueur de baseball américain. († 5 décembre 1951).
- 17 juillet : Joe Dawson, pilote de courses automobile américain. († 17 juin 1946).
- 13 août : Géo André, athlète français. († 4 mai 1943).
- 19 août : Jean Degouve, footballeur français. († ?).
- 23 août : George Canning, tireur à la corde britannique. († ?).
- 26 août : Richard Rau, athlète de sprint allemand. († 6 novembre 1945).
- 28 août : Caberto Conelli, pilote de courses automobile italien. († 25 août 1974).
- 12 septembre : Ronald Poulton-Palmer, joueur de rugby à XV anglais. († 5 mai 1915).
- 20 septembre : Charles Reidpath, athlète de sprint américain. († 21 octobre 1975).
- 5 octobre : Jim Bagby, Sr., joueur de baseball américain. († 28 juillet 1954).
- 11 octobre : Imre Schlosser, footballeur hongrois. 19 juillet 1959.
- 18 octobre : Carl Bertilsson, gymnaste artistique suédois. († 16 novembre 1968).
- 27 octobre : Fanny Durack, nageuse australienne. († 21 mars 1956).
- 1er novembre : Philip J. Noel-Baker, athlète de demi-fond puis homme politique britannique. († 8 octobre 1982).
- 6 novembre : 
  - Gabriel Hanot, footballeur puis entraîneur et journaliste français. Sélectionneur de l'équipe de France de 1945 à 1949. († 10 août 1968).
  - Louis Olagnier, footballeur français. († ?).
- 11 novembre : 
  - Marcel Buysse, cycliste sur route belge. († 3 octobre 1939).
  - Vilhelm Wolfhagen, footballeur danois. († 5 juillet 1958).
- 24 novembre : Hubert Lafortune, gymnaste artistique belge. († ?).
- 2 décembre : Arvo Aaltonen, nageur finlandais. († 17 juin 1949).
- 9 décembre : Hannes Kolehmainen, athlète de fond finlandais. († 11 janvier 1966).
- 12 décembre : Otto Scheff, nageur puis homme politique autrichien. († 26 octobre 1956).
- 30 décembre : Opika von Méray Horváth, patineuse artistique en individuelle hongroise. († 25 avril 1977).
- ? : Henri Sellier, footballeur français. († ?).
- ? : Ernest Tossier, footballeur français. († ? 1946).